# SoCal Val
Paige Nicole Mayo (Beverly Hills (Californië), 27 maart 1986) is een Amerikaans professioneel worstelomroepster en valet die werkzaam was bij de Total Nonstop Action Wrestling als SoCal Val, van 2005 tot 2013.

## In worstelen
- Finishers
  - SoCal Slap (Bitch slap)

- Worstelaars managed

| - Billy Fives - Bobcat - Chasyn Rance - Claudio Castagnoli - Danny Doring - Francine - Kaz - Jason Blade - Jay Lethal - Jazz - Jeff Morrison - Kenny King | - Lacey - The Naturals - Phil Davis - Prince Iaukea - Rain - Sal Rinauro - Scoot Andrews - Sean Davis - Shocker - Sonjay Dutt - Steve Corino - Super Dragon |

- Opkomstnummer
  - "Magnify" van Dale Oliver (TNA)